# Рік Собаки (срібна монета)
«Рік Соба́ки» — пам'ятна срібна монета номіналом 5 гривень, випущена Національним банком України, присвячена року Собаки, одній із тварин східного календаря, який засновано на дванадцятирічному циклі Юпітера — найбільшої планети Сонячної системи.
Монету введено в обіг 4 січня 2006 року. Вона належить до серії «Східний календар».

## Опис монети та характеристики
| Номінал грн. | Метал            | Маса, г       | Діаметр, мм | Якість виготовлення | Гурт     | Тираж, штук |
| ------------ | ---------------- | ------------- | ----------- | ------------------- | -------- | ----------- |
| 5            | срібло 925 проби | 15,55 / 16,81 | 33,0        | пруф                | рифлений | 12 000      |

### Аверс
На аверсі монети в оточенні рослинного орнаменту, виконаного технікою примітивізму, розміщено написи: «УКРАЇНА»/ «5»/ «ГРИВЕНЬ»; угорі — малий Державний Герб України, над яким — напис «НАЦІОНАЛЬНИЙ БАНК», унизу — рік карбування монети «2006», а також позначення металу, його проби — «Ag 925», маси в чистоті — «15,55» та логотип Монетного двору Національного банку України.

### Реверс

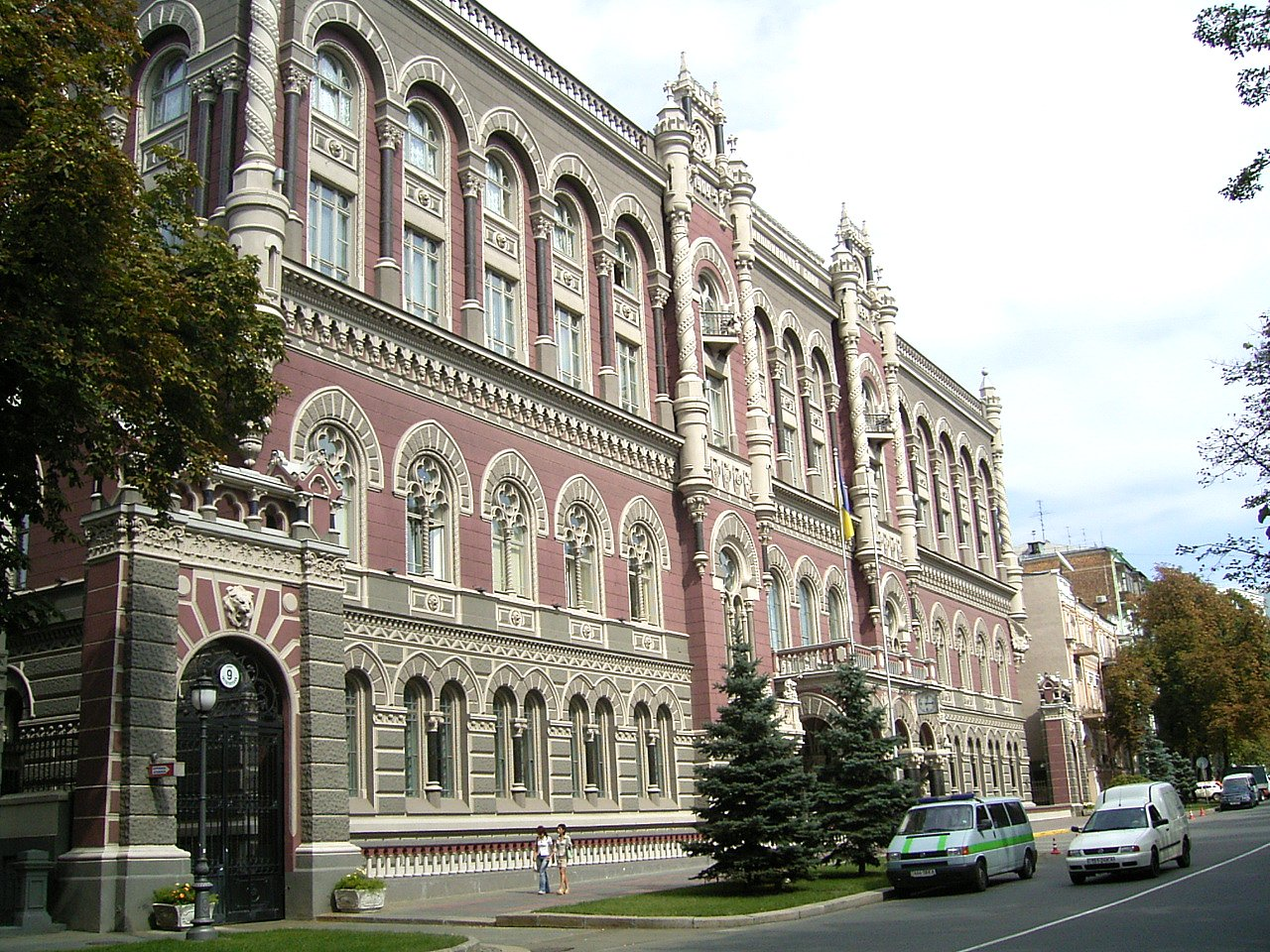
Будівля Національного банку України

На реверсі монети в лубочному стилі зображено собаку в оточенні стилізованого рослинного орнаменту. Над цією композицією і під нею розміщено абрисні фігурки всіх 12 символів східного календаря, унизу напис — «РІК» /«СОБАКИ».

## Автори
- Художники: Таран Володимир, Харук Олександр, Харук Сергій.
- Скульптор — Дем'яненко Володимир.

## Вартість монети
Ціна монети — 390 гривень була вказана на сайті Національного банку України в 2012 році.
Фактична приблизна вартість монети, з роками змінювалася так:
| Рік        | 2010 | 2011  | 2012  | 2013  | 2014  | 2015  | 2016  | 2017  | 2018  | 2019  | 2020  | 2021  | 2022  | 2023  | 2024  | 2025  |
| ---------- | ---- | ----- | ----- | ----- | ----- | ----- | ----- | ----- | ----- | ----- | ----- | ----- | ----- | ----- | ----- | ----- |
| Ціна, грн. | 800  | 1 100 | 1 150 | 1 250 | 1 050 | 2 000 | 3 330 | 2 700 | 2 800 | 2 700 | 2 600 | 2 600 | 3 000 | 3 600 | 3 100 | 4 200 |